# Vermeș (okręg Bistrița-Năsăud)
Vermeș – wieś w Rumunii, w okręgu Bistrița-Năsăud, w gminie Lechința. W 2011 roku liczyła 897 mieszkańców.